# Paul Oakenfold
Paul Oakenfold (Londres, 30 de agosto de 1963) é um DJ e produtor britânico especializado na música trance. Começou sua carreira ainda na década de 1980, sendo considerado um dos DJs mais bem pagos do mundo.

## Carreira
Paul Oakenfold começou a tocar piano com sete anos de idade, tendo desde cedo hobbies como a fotografia, e a culinária. Aos 18 anos, mudou-se com um amigo para Nova Iorque, onde trabalhou como carteiro no Harlem. Nessa época, frequentou casas noturnas e teve a oportunidade de conhecer alguns ícones da música na época como Bobby Womack, e Bob Marley.
Retornando a Londres, conseguiu trabalho em uma gravadora, atuando como promoter dos grupos Beastie Boys, e Run-D.M.C. Como produtor musical atuou na produção de Pills 'n' Thrills and Bellyaches, terceiro álbum da banda britânica Happy Mondays, lançado em 1990.
Sua proeminência na música eletrônica teve início após uma viagem a Ibiza em 1987, quando apresentou-se em clubes locais junto com outros dois amigos, fato que o fez incorporar o estilo vivenciado em suas futuras produções.
Durante a década de 1990, participou de uma série de remixes de canções lançadas na época por bandas britânicas, a exemplo de "Out of My Mind" de Duran Duran, e "Travelling Without Moving", de Jamiroquai. Ao mesmo tempo, esteve presente nos principais festivais de música eletrônica da época, tendo sido eleito, consecutivamente, em 1998 e 1999, o DJ número 1 do mundo pela revista DJ Mag.
Atualmente é considerado um dos mais influentes produtores na cena da música eletrônica, e conhecido por sua habilidade em criar músicas que misturam elementos de diferentes gêneros musicais, tendo trabalhado em remixes para diversos artistas, incluindo U2, Moby, Madonna, Britney Spears, Massive Attack, The Cure, New Order, Rolling Stones, Stone Roses e Michael Jackson.
Oakenfold também já licenciou várias de suas músicas para trilhas sonoras de filmes, e programas de televisão, como Californication, The Bourne Identity, Swordfish, e Speed Racer. Ao longo de sua carreira, lançou vários álbuns de estúdio, sendo os mais famosos, "Bunkka", de 2002, e "A Lively Mind", de 2006.
Em 2017, Oakenfold tornou-se o primeiro DJ a se apresentar no topo do Monte Evereste, a mais de 5.000 metros de altitude. O evento SoundTrek: The Himalayas, foi uma iniciativa para levantar fundos para a reconstrução das áreas afetadas pelo Sismo do Nepal de 2015. A apresentação de Oakenfold foi realizada em um pequeno acampamento base, com cerca de 100 pessoas presentes, além de guias e a equipe do evento.
Em uma entrevista de 2002, afirmou ter sofrido de dislexia quando era criança.

## Discografia

#### Álbuns de estúdio
- Bunkka (2002)[10]
- A Lively Mind (2006)[11]
- Trance Mission (2014)[12]
- Shine On (2022)[13]

#### Singles
- "Not Over Yet" (1999)
- "Starry Eyed Surprise" (2002)
- "Ready Steady Go" (2002)
- "Southern Sun" (2002)
- "Hypnotised" (2002)
- "The World Is Mine" (2002)
- "The Harder They Come" (2004)
- "Faster Kill Pussycat" (2006)
- "Beautiful Goal" (2006)
- "Switch On" (2006)

#### Compilações
- Paul Oakenfold: The Sessions Vol 2 (1994)[14]
- Journeys By Stadium DJ (1994)[15]
- A Voyage Into Trance (1995)[16]
- Fluoro (1996)[17]
- Global Underground: Live In Oslo (1997)[18]
- Cream Anthems 97 (1997)[19]
- Global Underground 007: New York (1998)[20]
- Tranceport (1998)[21]
- Resident: Two Years Of Oakenfold At Cream (1999)[22]
- Essential Millenium (1999)[23]
- Another World (2000)[24]
- Travelling (2000)[25]
- Swordfish << The Album >> (2001)[26]
- Paul Oakenfold In Ibiza (2001)[27]
- Bust A Groove (2002)[28]
- Perfecto Presents... Great Wall (2003)[29]
- Creamfields (2004)[30]
- Perfecto Presents... The Club (2005)[31]
- The Ultimate DJ Sample Box (2006)[32]
- Greatest Hits & Remixes (2007)[33]
- Perfecto Vegas (2009)[34]
- Nevermind The Bollocks, Here's Paul Oakenfold (2011)[35]
- Four Seasons (2012)[36]
- Everything's Perfecto 2012 (2013)[37]
- We Are Planet Perfecto, Vol. 3 - Vegas To Ibiza (2013)[38]
- Perfecto Records Pres. Best Of 2013 (2013)[39]
- Everything's Perfecto 2013 (2013)[40]
- We Are Planet Perfecto, Volume 4 (2014)[41]
- 25 Years Of Perfecto Records (2015)[42]
- Perfecto Vocals, Volume 1 (2015)[43]
- Mount Everest: The Base Camp Mix (2018)[44]
- Sunset At Stonehenge (2019)[45]